# Les liliacées
Les liliacées (abreviado Liliac.) es un libro con ilustraciones y descripciones botánicas que fue editado por el pintor famoso por sus pinturas de plantas a la acuarela; Pierre-Joseph Redouté. Fue publicado en París en 8 volúmenes en los años 1802 a 1816.
Aunque se atribuye a DC., Delile y F.Delaroche como autores del texto, no hay evidencia interna de su autoría y los nombres publicados en el trabajo debe ser atribuidos a Redoute.

## Publicación
- Volumen nº 1: Jul 1802-Feb 1804;
- Volumen nº 2: Mar 1804-Apr 1805;
- Volumen nº 3: Jul 1805-May 1807;
- Volumen nº 4: May 1807-Nov 1808;
- Volumen nº 5: Mar 1809-Sep 1810;
- Volumen nº 6: 1811-Apr 1812;
- Volumen nº 7: 3 Jul 1812-24 Dec 1813;
- Volumen nº 8: May 1814-Sep 1816